# 特洛伊·戴維斯

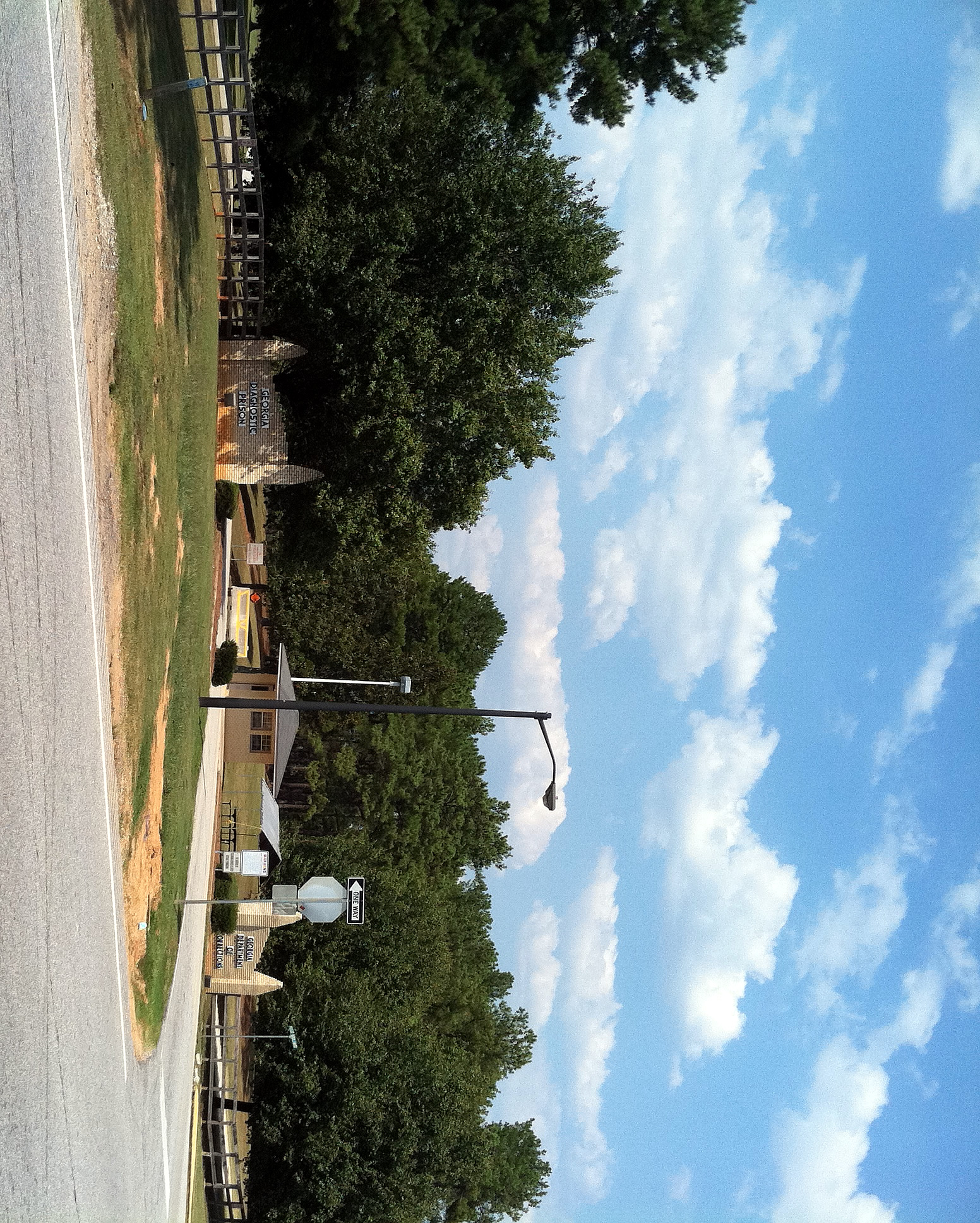
特洛伊·戴維斯所執行死刑之監獄

特洛伊·安东尼·戴維斯（Troy Anthony Davis，1968年10月9日—2011年9月21日） 是一名美國籍男子，被控於1989年8月19日在佐治亞州薩凡納謀殺警官馬克·麥克菲（Mark Macphail）。麥克菲警官當時作為一名保安員試圖介入漢堡王餐廳附近停車場上的一起毆打案件。
在1991年的庭審中，有7名證人指證戴維斯射殺了麥克菲警官，2名證人作證戴維斯向他們承認了謀殺行為。在這次庭審中，共有34名證人為控方作證；而包括戴維斯本人在內，只有6名證人為辯方作證。雖然警方並未找到射殺麥克菲警官的兇器，同時現場拾獲的彈殼經彈道測試也與本案關聯不大，但是依舊被裁定謀殺及其他指控成立，於1991年8月判處死刑。
直至被執行死刑，戴維斯始終堅持自己是清白的。從他定罪到執行的20年間里，戴維斯及其辯護人的申訴得到了全美公眾、名人及人權團體的支持。大赦國際和美国全国有色人种协进会等團體參與了戴維斯的申訴行動。一些知名人士，如美國前總統卡特、阿尔·夏普顿牧師、教宗本篤十六世、德斯蒙德·图图大主教、前佐治亞州籍聯邦議員和總統候選人鮑勃·巴爾和前聯邦調查局局長威廉·塞森斯法官都呼籲給戴維斯一個新的聽證會和審判。戴維斯曾分別在2007年7月，2008年9月和2008年10月三次確定死刑日期，但在執行前又被推遲執行。
2009年，美國聯邦最高法院要求佐治亞州南部地區地方法院查證是否有新的證據“能夠明確證明戴維斯是無罪的”，幷於2010年6月舉行了聽證會。辯方提供了一系列宣誓文書，證明當初指證戴維斯有罪的九個證人中已經有七人翻供，他們或推翻了此前的部份證詞，或指證希爾維斯·科爾斯（Sylvester "Redd" Coles）才是真正的兇手。包括辦案警方及原檢察官在內的檢方證人則確認辦案過程严谨無誤，並且沒有對證人有任何脅迫。但是辯方並沒有傳喚翻供證人上庭，因此宣誓文書對法官的影響力較小。同時有關對科爾斯的指證被視為傳聞證據，未被法庭採信。 
在2010年8月的再審中，法院維持了原來的判決。法庭形容辯方的努力不過是為了擾亂定罪而故意釋放出來的“迷霧”（largely smoke and mirrors）， 同時也裁定翻供證人所宣誓之證詞不足以推翻原有定罪。隨後辯方向最高法院的上訴也被駁回，戴維斯第四次被確定了死刑執行日期為2011年9月21日。判決出來之後，有近百萬聯名上書請求佐治亞州特赦與假釋委員會（the Georgia Board of Pardons and Paroles）特赦戴維斯。 但是委員會拒絕赦免戴維斯。 9月21日，委員會再次確認不會考慮赦免戴維斯。 直到聯邦最高法院拒絕推翻死刑裁定的那一刻，戴維斯被通過注射方式執行了死刑。

## 案發
對特洛伊·戴維斯的起訴源於在1989年8月18日到19日的三起事件：槍擊邁克爾·庫珀（Michael Cooper）、毆打拉裡·楊（Larry Young），以及謀殺警官馬克·麥克菲（Mark MacPhai）。
1989年8月18日，戴維斯參加了靠近佐治亞州薩凡納的克洛夫代爾（Cloverdale）的一個泳池派對。當戴維斯和他的朋友達里爾·科林斯（Daryl Collins）離開派對之後，他們在街上沖著過往的車輛大吼并以此取樂。他們沖其中一輛車開了一槍， 車上的乘客邁克爾·庫珀被擊中了下顎。 隨後他倆去了薩凡納亞馬克魯村（Yamacraw Village）奧格爾索普大道（Oglethorpe Avenue）上的一個撞球廳。 稍晚，戴維斯和科林斯離開撞球廳后，去了距離奧格爾索普大道漢堡王餐廳不遠處的一個停車場。 在那裡，他們遇見希爾維斯·科爾斯同一個醉酒的無家可歸者拉裡·楊在爭執。
1989年8月19日，大約凌晨1時15分，在漢堡王餐廳擔任保安的休假警察馬克·麥克菲警官試圖去阻止他們繼續毆打拉裡·楊時被槍殺。 麥克菲警官身中兩槍：一槍穿過了他的心臟，而另一槍則擊中了他的臉。被槍殺前，麥克菲警官並沒有掏出他的配槍。 從現場獲取的子彈和彈殼被證實是從一把0.38口徑的手槍里射出，同時槍擊案現場的證人也證實是一名身著白色襯衣的男子毆打了拉裡·楊，然後再槍殺了馬克·麥克菲警官。
當日，科爾斯向薩凡納警方報案稱，他曾經見過戴維斯有一把0.38口徑的手槍，同時也是戴維斯毆打了拉裡·楊。 而在當天晚上，戴維斯和他的妹妹正開車前往亞特蘭大。
1989年8月20日，薩凡納警方搜查了戴維斯的家，并從乾衣機內帶走了戴維斯的一條短褲。 此時戴維斯的家人基於對戴維斯的安全考慮，開始于警方談判。由於警方對戴維斯的大規模搜捕活動影響了當地毒販的“生意”，因此他們對戴維斯發出了死亡威脅。
1989年8月23日，戴維斯返回薩凡納并向警方自首，隨後警方以謀殺罪名逮捕了他。

### 馬克·麥克菲的相關背景
大馬克·艾倫·麥克菲在被槍殺時已經27歲。他是一名美國陸軍上校的兒子，已婚，有一名2歲的女兒和一個尚在繈褓中的兒子。在進入薩凡納警局之前，他曾經在美國陸軍遊騎兵中服役6年。他在1986年退役加入薩凡納警局，并擔任巡警三年。在1989年夏天，他已經申請參加騎警培訓課程。
1989年8月22日，包括聯邦、州及當地執法人員在內的數百名弔唁者參加了在圣公会三一堂（Trinity Lutheran Church）舉行的麥克菲警官葬禮。

### 特洛伊·戴維斯的相關背景
戴維斯是家庭中的長子，他的父親是朝鮮戰爭老兵，而他的母親則是一個醫院工人。 戴維斯父母離婚時，戴維斯還非常年幼。 他和他的四個弟弟妹妹在靠近佐治亞州薩凡納市克洛夫代爾縣的一個黑人中產階級聚居地長大。
戴維斯被當地的溫莎森林高中錄取，學校的老師回憶他當時是一名貧困學生。 他入學沒多久便輟學了，因為他要省下學費為他的殘疾妹妹提供康復治療的費用。 1987年，戴維斯在理查德·阿諾德教育中心（Richard Arnold Education Center）獲得高中同等學力證書。他的一名老師回憶道，戴維斯上課很有規律，但是看上去並不那麼遵守課堂紀律。 戴維斯被人稱為“糙哥”（Rah）“地獄糙哥”（Rough as Hell），但是他的鄰居們卻認為這個外號並不能代表戴維斯。他們稱讚戴維是“直率的老鄉”（straight-up fellow），是當地小孩的大哥哥。
1988年7月，戴維斯因攜帶一支改變了編號的槍械被起訴，他承認了隱藏武器的罪行。作為認罪協議的一部份，他被處以罰款250美元。
同年8月，戴維斯進入到一家生產鐵路道口的工廠工作。他的老闆評價道，戴維斯一度是討人喜歡的優秀工人，有理想，熱愛工作。但是很快戴維斯的出勤率變得非常的差，直到1988年耶誕節假期之後，他辭去了這份工作。 在接下來的幾個月里，戴維斯先後找到了兩份工作，但是很快便又辭職了。
戴維斯是薩凡納警方田徑聯合會的教練，同時也申請加入了美国海军陆战队。

## 初審

### 預審
1989年11月15日，特洛伊·戴維斯以謀殺、持械襲擊、槍擊、非法攜帶武器、妨礙公務等罪名被起訴，同時負責本案的大陪審團組建完畢。
1990年4月，戴維斯當庭拒絕認罪。
1990年11月，法官通過了“排除有關戴維斯短褲的法醫鑒定報告作為證據”的動議。理由是戴維斯的母親“沒有自願放棄自己的權利而同意警方搜查自己的房屋”。 她作證道，警方威脅她，如果不開門的話他們將破門而入。即便警方事後宣稱他們有搜查令，但是佐治亞州最高法院在1991年5月依然維持了地方法院有關該證據取消的動議。
1991年8月，戴維斯案進入庭審階段。

### 檢方觀點
檢方認為特洛伊·戴維斯槍擊了邁克爾·庫珀，并在撞球廳夥同希爾維斯·科爾斯在附近的停車場持械毆打了拉裡·楊，隨後并槍殺了馬克·麥克菲。
檢方傳喚了三名庫伯槍擊案的目擊證人：
- 庫伯作證道，戴維斯非常享受槍擊自己的時刻。因為自己曾與戴維斯發生爭執，戴維斯因為覺得“自己不夠友好而槍擊他”。[10]
- 本傑明·戈登（Benjamin Gordon）作證道，槍擊庫伯的人身穿白色蝙蝠俠T恤和藍色短褲。不過在交叉詢問時，戈登也承認不能確認是戴維斯開的槍，同時也表示自己並不認識戴維斯。[10]
- 達里爾·科林斯在1989年8月19日向警方作證時聲稱戴維斯向庫伯所駕駛的車輛開槍。但是在交叉詢問時，科林斯否認自己看到戴維斯有攜帶槍支或槍擊了庫伯的車。科林斯在解釋他前後證詞不一的時候說，當時警方威脅他，如果拒絕合作的話將逮捕他。[10]

檢方傳喚了幾名麥克菲謀殺案的目擊證人：
- 拉裡·楊和安東尼·威廉姆斯（Antoine Williams）作證道，戴維斯當時身著白衣，他襲擊了楊并射殺了麥克菲。[25][26][10][27]
- 哈裡特·穆雷（Harriet Murray）和多蕾西·費瑞爾（Dorothy Ferrell）作證道，戴維斯身穿白色襯衣，他襲擊了楊并槍殺了麥克菲。他們更進一步指證，在麥克菲受傷倒地之後，戴維斯再度開槍射擊了麥克菲。[28][10]
- 希爾維斯·科爾斯作證道，戴維斯當晚身穿白色上衣，射殺了麥克菲。科爾斯承認自己與楊有爭執，但是只有戴維斯持械拷打了楊。[29] 在交叉詢問時，科爾斯承認自己擁有一把0.38口徑的手槍。但他隨後辯解他在案發當晚前就將手槍給了另外一名男子。[25]
- 美國空軍人員羅伯特·格裡扎德（Robert Grizzard）和斯蒂文·桑德斯（Steven Sanders）為本案提供了專家證詞。桑德斯認定戴維斯就是槍殺麥克菲的兇手，但是格裡扎德則表示無法確認槍手的真實身份。[27]
- 達里爾·科林斯在接受警方調查是，作證目睹了戴維斯的作案過程。但是在庫伯槍擊案的交叉詢問中，科林斯推翻了自己早前的證詞。[10]

兩名聲稱戴維斯對他們供認不諱的證人證詞：
- 戴維斯家的鄰居傑佛里·賽普（Jeffrey Sapp）作證道，在謀殺案后不久，戴維斯向他承認了罪行。[29]
- 作為當年跟戴維斯在查塔姆監獄服刑時認識的熟人，凱文·麥昆（Kevin McQueen）指認戴維斯向他坦白了罪行。戴維斯在與庫伯的“交火”中射擊了庫伯并最後槍殺了麥克菲。因為麥克菲是“一個偏執狂……他在那一夜看到（戴維斯）槍擊了庫伯”。[30]

檢方總共傳喚了34名證人為檢方出庭作證。
但是檢方並沒有提供作為兇器的手槍，無論是戴維斯的還是科爾斯的。 一名彈道專家作證道，射出射殺麥克菲的0.38口徑手槍子彈的槍與槍擊庫伯的槍是同一把。他相信，在克洛夫代爾發現的子彈外殼與射殺麥克菲現場發現的彈頭是匹配的。

### 辯方觀點
戴維斯否認槍擊了庫伯，更否認槍殺了麥克菲。他指證他有目睹科爾斯在毆打楊。而他在開槍前就已經離開了現場，因此他並不知道是誰槍殺了麥克菲。
包括戴維斯在內，共計有6名證人為辯方作證。 戴維斯的母親作證戴維斯在1989年8月19日一直在家，直到當晚九點左右送他的妹妹前往亞特蘭大。

### 判決和量刑
1991年8月28日，經過兩個小時的合議。陪審團一直裁定戴維斯犯有謀殺、嚴重攻擊、持械重罪和妨礙司法等罪名。
檢方尋求對戴維斯判決死刑，而戴維斯及其家人則通過辯護律師向大陪審團求情。在提交給大陪審團的最終報告中，戴維斯懇求道“請饒恕我的性命，給我第二次機會。這就是我所求的全部”。戴維斯告訴陪審員他因為“他沒有犯下的罪行”而被定罪。但是麥克菲的家庭成員和朋友未被允許在該次聽證會上出庭作證。
1991年8月30日，經過大陪審團7小時的審議，他們建議法庭採用死刑。隨後戴維斯被法官裁定為死刑。

## 上訴

### 第一次上訴
由於本案最終量刑為死刑，故而有關備案的判決和量刑自動上訴到佐治亞州最高法院。 戴維斯及其律師要求對本案重新審理，因為本案在挑選陪審團和審訊過程中有瑕疵。 但是這項動議在1992年5月被駁回。 1993年3月，佐治亞州最高法院維持了對戴維斯的有罪判決和死刑裁定，同時也裁決初審法院陪審團的種族構成並沒有侵害到戴維斯的權利。 美國聯邦最高法院在1993年11月拒絕了就本案召開聽證會的申請。 有關本案的直接上訴已經結束，1994年3月，法院簽署了對戴維斯的死刑執行令。

### 第一次人身保護令動議
1994年，戴維斯開始啟動了人身保護令程序。他向州高等法院遞交了請願書，聲稱對他的判決是錯誤的，對他的死刑裁決是不公正的。 次年，代表戴維斯的佐治亞州資源中心的聯邦經費被削減了七成，導致中心的大量律師和調查人員離開。根據中心執行主任的誓詞，“有關戴維斯案的工作開展被迫進行了減少……我們知道應該還有更多的證人證詞需要去調查，但是我們資金可供我們這樣去做。” 請願書中聲稱檢方證人的證詞是被執法人員所強迫的。1997年9月，戴維斯的請願書被駁回。法院裁定，如因為執法不當而造成判決不公，這應當是在上訴過程中提出。法院不能篡奪陪審團的角色，來評估審判過程中的證詞作用。 2000年11月13日，佐治亞州最高法院維持了州高等法院的裁決，拒絕為戴維斯提供人身保護令的司法救濟。
2000年，戴維斯在州高等法院質疑對他的死刑裁決。他聲稱在佐治亞州採用電椅執行死刑構成了“残酷和非尋常的惩罚” 經過佐治亞州最高法院的投票，以“四比三”的結果裁定駁回戴維斯的質疑，并再次強調戴維斯應該在他的上訴過程中提出這些問題。

### 聯邦法院上訴
2001年12月，戴維斯向美國聯邦地方法院遞交了人身保護令的申請。 自1996年開始，9個檢方的主要目擊證人中有7人更改了他們全部或部份證詞。 例如多蕾西·費瑞爾在2000年的宣誓證詞中說道，當時她正因為盜竊商鋪而被假釋中，她感受到了警方的壓力，故而才說戴維斯就是槍手。 達里爾·科林斯在2002年的宣誓證詞中承認他收到了警方的恐嚇而被迫做了偽證，因為警方威脅要以從犯的身份起訴他。他聲稱沒有看到戴維斯對楊做任何事情。 安東尼·威廉姆斯、拉裡·楊和哈裡特·穆雷也在宣誓證詞中指出，他們早先不利於戴維斯的證詞是受到了警方的脅迫。 此外，還有另外三名證人簽署了一份宣誓證詞，指證希爾維斯·科爾斯向他們承認是他殺死了麥克菲。
佐治亞州對戴維斯提交的申請程序提出了質疑，認為這些內容應該在早些時候提出。戴維斯的申請在2004年5月被拒絕。法官認為“僅僅提供幾份宣誓證詞是不足以質疑當初審判的合法性，對初審覆議的拒絕並沒有對司法公正構成危險”。 他還同時拒絕了辯方的其他異議請求，例如有關陪審團種族構成、初審辯護律師的不作為以及地方檢察官的瀆職行為。這一判決被上訴至美國聯邦第11巡迴法庭，幷於2005年9月就此案展開了口頭辯論。2006年9月26日，巡迴法庭維持了地方法庭拒絕對戴維斯進行人身保護令的裁決，并認定戴維斯沒有做出任何“實質性的證據來證明自己的清白” 或證明審判過程在憲法上是不公平的。同時巡迴法院還發現無論是檢察官或辯護律師，在初審過程中並沒有任何行為不當或不作為。 2006年11月，要求此案重審的申請也被駁回。
法律專家認為，戴維斯案重審的最大障礙在於因俄克拉何马城爆炸案而通過的《反恐怖主義及有效死刑法案》（Antiterrorism and Effective Death Penalty Act of 1996）。該法案禁止死刑犯提供本應該在初審時提交的證據來證明其無罪。 法律界人士批評該法案將阻擾被誤判死刑的人來證明其清白。

### 第一次執行日期延後
2007年6月25日，戴維斯的第一個調卷複審令請求被拒絕。 他的死刑執行日期被確定為2007年7月17日。
戴維斯案因為曝光得到了大量關注，同時也得到了不少團體和知名人士的聲援。諾貝爾和平獎得主德斯蒙德·图图大主教呼籲法院同意聽取警方脅迫證人及撤回證詞的宣誓文書。 教宗本篤十六世的代表向佐治亞州州長桑尼·珀杜提交一份請願書，敦促他盡力挽救戴維斯的生命。 歌手哈利·貝拉方提（Harry Belafonte）、 《死囚168小時》的作者海倫·培貞（Helen Prejean） 和演員麥克·法瑞爾（l） 也提出了同樣的請求。大赦國際發表報告將戴維斯案定義為誤判和“美國死刑制度上的災難性錯誤”。 人權組織發起了寫信運動，他們發動了4000份請願書寄往特赦委員會。 前聯邦調查局局長、現聯邦法官威廉·塞森斯呼籲當局停止對戴維斯的死刑執行，他寫道“這是不能容忍的，法院無視掉一個人對其無辜的申訴而依舊對他執行死刑”。. 小杰西·杰克逊、希拉·傑克遜·李（Sheila Jackson Lee）、前德克薩斯州地方檢察官小山姆·米爾薩普（Sam D. Millsap, Jr.）等政界和社會知名人士以及“謀殺案受害者家庭”（Murder Victims Families）的社會團體均要求重新審理戴維斯案。 美國眾議院議員約翰·劉易斯在向佐治亞州特赦和假釋委員會的講話中暗示希爾維斯·科爾斯才是真正的兇手。 歐洲理事會和歐洲議會的代表也對戴維斯案表示了關注，要求美國停止執行對戴維斯的死刑，并給重新審理戴維斯案。
2007年7月16日，佐治亞州特赦和假釋委員會同意將死刑執行日期延後90天，以便提交對證據的重新評估以及對戴維斯案判決的疑慮。 此次延後程序在2007年8月被佐治亞州最高法院的判決所取代，同時表示酌情考慮允許戴維斯案件重審的請求。 辯護律師要求基於原證人證詞有重大紕漏的願意給予戴維斯重新審判的權利。 2008年3月17日，佐治亞州最高法院以“四比三”的票數駁回了重審請求。法院多數意見認為翻供的證人“只是認為現在他們不能辨認槍手”，而不代表可以忽視他們在審判時所作出的證詞。而且法院還認為“事實上，原始證詞更有利於辯方”。 而持異議的最高法院法官則寫道“假如這些翻供的證詞，無論是他們本身還是有其他證據支持，都有力地說明了上次審判是虛偽的，那麼可以肯定地認為那次審判根本無視了邏輯和道德，是罔顧事實根據的”。

### 第二次執行日期延後

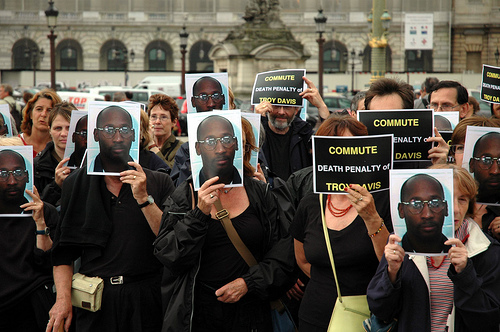
2008年7月在巴黎舉行的聲援特洛伊·戴維斯的集會遊行。

2008年7月，戴維斯的辯護律師向美國聯邦最高法院再度申請調卷複審令。他要求審查佐治亞州最高法院的決定，并爭辯認為第八修正案在事實上賦予了人民一項權利，即無辜者不應被執行刑罰的權利。 但是新的執行日期被定在了2008年9月23日，這個日期早於聯邦最高法院討論是否要對戴維斯案採取措施之前。 而佐治亞州最高法院拒絕暫停執行，同時佐治亞州特赦和假釋委員會也拒絕赦免戴維斯。
大赦國際譴責了這一決定。 美國前總統、佐治亞州前州長吉米·卡特發表了一封公開信，他指出“對戴維斯的死刑執行並沒有完全排除戴維斯可能無辜的所有證據，這將會是一次嚴重的司法不公行為”。 阿尔·夏普顿（ ）牧師在死囚監獄里會見戴維斯並為他進行祈禱儀式之後，也公開呼籲暫緩執行死刑。 要求暫緩執行的倡議也得到了全美有色人種促進會的支持，佐治亞州分會主席稱“如果執行不被中止，這將是現代社會的私刑”。 前美國共和黨眾議員、總統獨立參選人鮑勃·巴爾寫道，他是“堅信死刑本身是一個公正和適當的刑罰”，但是戴維斯案中的不公和紕漏造成了它明顯不適用于死刑。
距離戴維斯被執行死刑前不到兩個小時，最高法院再度簽署命令，緊急停止了死刑執行。 戴維斯的律師認為初審法院未能召開聽證會仔細審查那些翻供的證詞，並且未仔細調查被四名證人指證的希爾維斯·科爾斯。而佐治亞州地方檢察官辦公室的律師則認為大部份的宣誓證詞已經提交給法院審查，並且有關證人的信譽問題及證詞的可靠性也在初審中有過審查。
2008年10月14日，最高法院拒絕受理戴維斯的申請， 新的死刑執行日期被定為2008年10月27日。

### 第三次執行日期延後
2008年10月21日，戴維斯的律師再度申請緊急暫停死刑執行。三日後，第11巡迴法庭批准了戴維斯律師的請求，以便於考慮是否接受戴維斯新的聯邦人身保護令的請求。 戴維斯的支持者們繼續他們的申訴和行動，這些包括在世界範圍內的集會聲援； 一份得到14萬人連署的請願書寄到了佐治亞州特赦和假釋委員會； 來自歐盟的請願書也呼籲給戴維斯一個重審的機會。 相比之下，查塔姆縣檢察官宣稱戴維斯是有罪的，理應判處死刑。

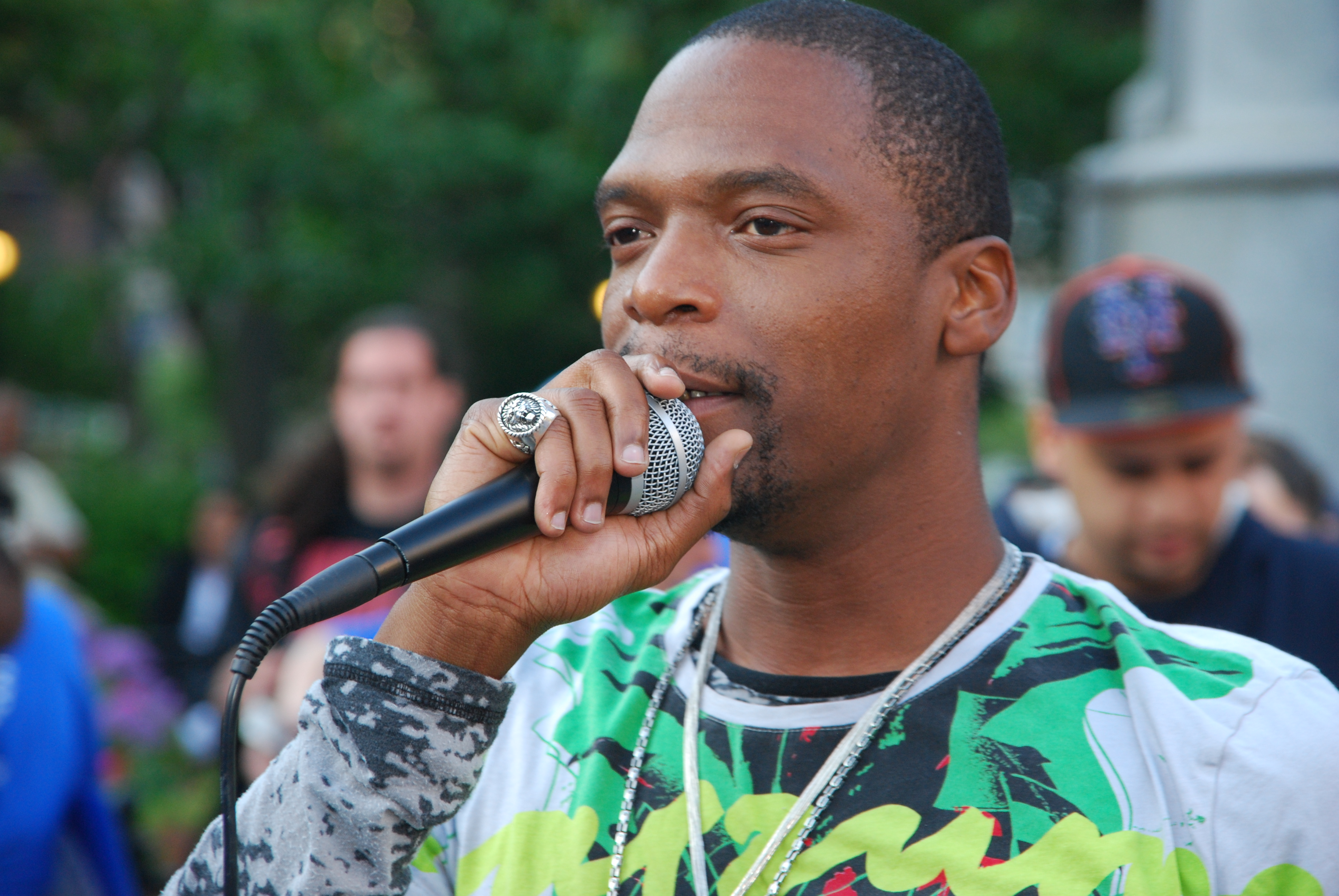
饒舌歌手M1在2009年於紐約市舉行的聲援戴維斯集會上的發言。

12月9日，由三名法官組成的小組在亞特蘭大聽取了控辯雙方的口頭辯論。戴維斯律師宣稱那些可以證明戴維斯無辜的宣誓證詞並沒有提交給法院，同時他們還說那些指認科爾斯為兇手的證人也指出，當初辨認兇手之時，科爾斯的照片並不在內。 地方高級助理檢察官認為，在特殊情況下，如果涉嫌錯誤定罪的證據是可以在這個階段的聽證會上提出，但是在本案中，這些翻供的證詞是不可信，是值得“高度懷疑”的。 大多數的法院及委員會是會拒絕就此上訴的。 在聽證會上，法官喬爾·杜賓尔（Joel F. Dubina）評論道“這是多麼的糟糕境地！我們有可能會錯殺一個好人，但是也有可能會釋放一個真正的兇手。” 另一位法官，斯丹尼·馬庫斯（Stanley Marcus）指出有兩名證人並沒有更改他們的證詞， 但是同時也沒有證據可以明白無誤地指證戴維斯。 在聽證會后，一直為戴維斯積極奔走的妹妹，瑪蒂娜·科雷亞（Martina Correia）說，“這並不是一場家族對家族的戰爭，我們並不是惡意針對麥克菲的家庭。當戴維斯的正義被伸張之時，亦是麥克菲警官的正義被伸張之時。”
2009年4月16日，該法官小組以“二比一”的投票結果拒絕了戴維斯的請求。馬庫斯法官和杜賓爾法官均拒絕了戴維斯的有關本案的申訴，同時也認為那些翻供的證詞是不可信的。 但是法官羅斯瑪麗·巴基特（Rosemary Barkett）則持異議意見，她認為戴維斯有可能證明了自己的清白，而對他執行死刑是一個錯誤。 在接受記者採訪的時候，小馬克·麥克菲談及了自己的父親，“他將他的一生奉獻給了社會，而現在，我要為了他的名譽和他本人而堅持下去。”在上訴過程中，他說，“過去的兩年里，我們之間有過無數次的上訴，（戴維斯之所以這樣做）不過是為了逃避法律對他的懲罰。”小麥克菲說，“我們的法律告訴我們，如果你殺害了一名執法人員，你必須為此付出代價。” 第11巡迴法庭簽發命令，再度將戴維斯的死刑執行日期延後30天，以便於戴維斯向聯邦最高法院申請人身保護令。 戴維斯於2009年5月19日向美國聯邦最高法院申請人身保護令。
2009年8月17日，聯邦最高法院下令要求薩凡納聯邦地方法院“收集證詞并檢查在初審時是否有證據表明戴維斯是清白的”。 約翰·保羅·史蒂文斯大法官、魯思·金斯伯格大法官和史蒂芬·布雷耶大法官共同簽署了一份聲明，認為“確定是否是將一名無辜的人判處死刑就是舉行本次聽證會的重要理由”，但是安東寧·斯卡利亞大法官則對此持異議，他認為召開這次聽證會是一次“愚蠢的差事”，同時也認為戴維斯的無罪辯護“必定失敗”。他的異議意見得到了克拉倫斯·托馬斯大法官的連署支持。

### 聯邦法院聽證會
應美國聯邦最高法院簽發的命令，2010年6月，戴維斯案在薩凡納聯邦地方法院法官小威廉·摩爾（William Theodore Moore Jr.）面前舉行了為期兩天的聽證會。 前檢方證人安東尼·威廉姆斯表示他不曾親眼目睹戴維斯射殺了麥克菲，同時由於他是一個文盲，所以他並沒有理解1989年由警方發佈的由他簽署的證詞。 前檢方證人傑佛里·賽普和凱文·麥昆表示戴維斯並未向他們承認射殺了麥克菲。 達里爾·科林斯也撤回了他目睹戴維斯槍擊庫珀和射殺麥克菲的證詞。 這些翻供證人不約而同地提到，當初之所以作出不利於戴維斯的證詞，或因為感到害怕，或因為受到警方的脅迫，或為了報復戴維斯。 安東尼·哈格羅夫（Anthony Hargrove）則作證是希爾維斯·科爾斯槍殺了麥克菲。但是代表佐治亞州接受上訴的律師則表示這則指控只是“風聞證據”不足採信，但是摩爾法官同意州律師的動議，表示除非科爾斯上庭作證，否則這條證詞並“不足以影響”案件的判決。 另一名證人也作證表示自己聽到過類似的傳聞，但是摩爾法官再度拒絕採用這條證詞。他認為科爾斯並沒有被法庭傳喚，因此他無法就對他的指控進行辯解。 摩爾法官批評戴維斯的律師居然不傳喚科爾斯，他認為科爾斯是“戴維斯案上訴方最重要的辯方證人之一”。戴維斯的辯護律師之一說，他們一直傳喚科爾斯不成功。但是摩爾法官回應道，聽證會的日期在兩個月就已經公佈，現在才考慮傳喚科爾斯已經為時已晚。
代表佐治亞州出庭的律師傳喚了負責本案的警察和檢察官，他們作證道，他們在調查案件和審訊過程中並沒有威脅過證人。 負責戴維斯案調查的警察表示他的調查是“非常謹慎和認真的……我並沒有隨便將我們逮捕的第一個人誣陷為嫌犯，我想要的是抓到真正的兇手”。 他說，證人們關於“槍手的穿著描述非常一致”，都表示槍手身著白色T恤和深色短褲。而其他的目擊者也指認了戴維斯當晚的穿著與槍手一致。 州律師表示上訴方的證人中至少有五人的證詞是不可靠的，而有關戴維斯犯案的證據則是無可辯駁的。 2010年7月，戴維斯的律師向摩爾法官提出一項動議，要求法庭將科爾斯的證詞從證據中剔除。 但是同年8月，摩爾法官拒絕了這項動議。他堅持認為戴維斯的律師想要牽連科爾斯，卻又不肯傳喚科爾斯給他一個反駁的機會。
摩爾法官裁定對一個無辜的人施加死刑是違反美國憲法第八修正案的，“但是戴維斯先生並不是無辜的”。 在判決書中，摩爾法官寫道“戴維斯先生提交了一系列新的證據，這些證據對他的裁決產生了一些微小的無關大局的懷疑，而且這些證據大部份都是‘霧裡看花’”。 在戴維斯律師團提交的七份翻供證詞里，摩爾法官只發現其中一份是完全可信的，另外還有兩份是部份可信的。 他沒有採信“科爾斯可能是兇手”的證詞，原因在於戴維斯的辯護律師並沒有傳喚科爾斯。他最後建議戴維斯應該就本案直接上訴到美國聯邦最高法院。 2010年11月，在聯邦上訴委員會駁回戴維斯的上訴之後，他們建議戴維斯應該直接就本案上訴到最高法院，因為戴維斯“已經幾乎用盡了所有司法救濟手段”。 聯邦上訴委員會成員羅斯瑪麗·巴基特法官在事後的一份聲明中指出，儘管她同意駁回戴維斯的上訴，但是她依然堅信戴維斯案必須重審。

### 第二次上訴最高法院

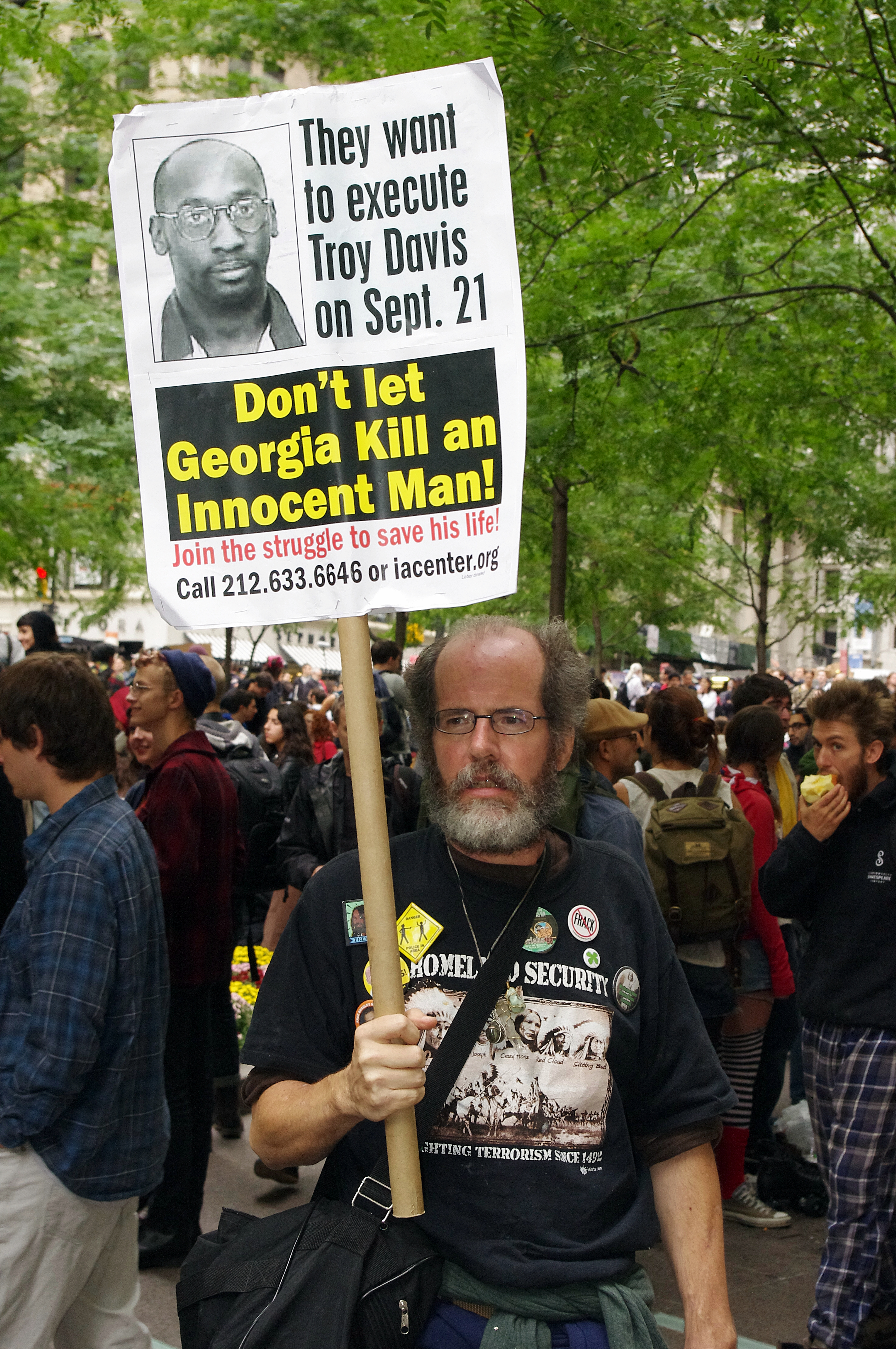
9月17日，一名男子在佔領華爾街行動中舉牌抗議在9月21日對戴維斯執行死刑。

2011年1月，戴維斯的律師團隊向美國聯邦最高法院遞交了一份新的呈請書，他們認為第11巡迴法庭的裁決對戴維斯2010年8月的申請“有明顯的敵意”，與此同時他們再度呼籲對戴維斯案進行重審。 2011年3月，最高法院拒絕了戴維斯的呈請書，并拒絕就此發表評論。同時他們再度確認了戴維斯死刑的新的執行日期。
2011年5月，大赦國際和反對死刑聯盟（People of Faith Against the Death Penalty）發動連署，請求宗教領袖致函佐治亞州特赦和假釋委員會，要求他們減免戴維斯的死刑。截止2011年9月17日，徵集到大約超過66萬人的連署支持。 同時包括美國前總統吉米·卡特、教宗本篤十六世、德斯蒙德·图图大主教、威爾頓·格雷戈裡（Wilton Gregory）大主教、前聯邦調查局局長威廉·塞森斯法官和歐洲議會代表在內的社會名人也要求赦免戴維斯。
相比之下，參與本案檢控的執法人員則有不同的意見。例如負責審訊戴維的前查塔姆縣檢察官斯賓塞·勞頓（Spencer Lawton）則認為戴維斯是罪有應得，他呼籲戴維斯的支持者們應該去瞭解下案情，這樣他們才知道“事實往往和看到的不一樣”。 他說，“我們在法庭上取得了勝訴，卻在輿論上敗訴了”。 麥克菲的家庭成員也堅信戴維斯是有罪的，並且認為當戴維斯伏法之後，會給整個家庭帶來平和。 麥克菲的母親說：“（這件事）留在我心頭的創傷是永遠無法癒合的，只有戴維斯伏誅才會給我帶來一絲安慰和平和。” 小馬克·麥克菲也說：“並非（對戴維斯）的敵意和憤怒驅使我們向前，那不是我父親所希望的。正義和法律，這才是我們所堅持的。”

## 處決
2011年9月7日，佐治亞州確定戴維斯的死刑執行日期為2011年9月21日。 佐治亞州特赦和假釋委員會在9月19日召開了赦免戴維斯的第二次聽證會。相較于2008年9月的特赦聽證會，五人委員會里多了三名新成員。 9月20日，委員會正式拒絕了對戴維斯的特赦請求。
2011年9月21日，巴茨縣高等法院拒絕了戴維斯要求延後執行死刑的請求，隨後佐治亞州最高法院也維持了巴茨縣高等法院的判決。戴維斯的死刑執行日期最終確定為21日東部時間晚上7點整。 當晚，白宮新聞秘書杰伊·卡尼確認奧巴馬總統不會干預死刑的執行。雖然奧巴馬總統無權特赦戴維斯，但是他卻有權啟動對戴維斯案的聯邦調查來拖延死刑的執行日期。 戴維斯則再度向美國聯邦最高法院遞交申請書，希望能延後他的死刑執行。隨後大約一個小時，最高法院表示將審查他的申請書。在此之前，將暫緩對戴維斯的死刑執行。 經過幾個小時的審查之後，最高法院拒絕了戴維斯的申請。
死刑最後在當晚東部時間10時53分開始。 在最後的遺言中，戴維斯依然堅持他是清白的。 他說：
首先我想對麥克菲的家庭成員說，儘管你們並不相信我，但是我並沒有殺害你們的兒子、兄弟、父親，我是無辜的。事發當晚，我並沒有攜帶手槍，我沒有槍殺你們的親人。對於你們的損失，我感到十分遗憾。這是我的肺腑之言。如果你們能深入瞭解這起事件的話，你們將能看到這件事的真相是什麽。我請求我的家人和我的朋友，繼續祈禱，繼續寬恕。然後繼續我們的戰鬥。對於那些帶走我生命的人，上帝寬恕你們！願上帝保佑你們！
東部時間11時8分，戴維斯被宣佈死亡。
2011年10月1日，約1000人出席了他在佐治亞州薩凡納的葬禮。

## 外部連結
- 來自《卫报》有關特洛伊·戴維斯的新闻和评论（英文）

- 大赦國際：《“誰可他為討一個公道？”——戴維斯即將面臨死刑》 （页面存档备份，存于）（英文）

### 最高法院相關審判文件
- 特洛伊·戴維斯 訴 佐治亞州案, No. 08-66, 有關申請調卷複審令的備忘錄 （页面存档备份，存于）（英文）
- 特洛伊·戴維斯案複審, No. 08-1443, 有關申請人身保護令的備忘錄 （页面存档备份，存于）（英文）
- 特洛伊·戴維斯案複審', No. 08-1443, 最高法院裁決及贊同意見 （页面存档备份，存于）, 2009-08-17（英文）
- 特洛伊·戴維斯案複審, No. 08-1443, 最高法院裁決及異議意見（页面存档备份，存于）, 2009-08-17（英文）

### 地方法院相關審判文件
- 特洛伊·戴維斯案複審, No. CV409-130, (佐治亚州南部地方法院 2010年8月24日), 有关驳回戴维思人身保护令的最终命令.

1. 第1頁至第62頁部份（英文）
2. 第63页至174页部分（英文）